# German Juniors 2011
Das German Juniors 2011 im Badminton fand vom 10. bis zum 13. März 2011 in Berlin statt. Es war die 28. Austragung dieses bedeutendsten internationalen Badminton-Juniorenwettkampfs in Deutschland.

## Sieger und Platzierte
| Disziplin    | Gold                           | Silber                              | Bronze                         |
| ------------ | ------------------------------ | ----------------------------------- | ------------------------------ |
| Herreneinzel | Rasmus Fladberg                | Flemming Quach                      | Soong Joo Ven                  |
| Herreneinzel | Rasmus Fladberg                | Flemming Quach                      | Ng Ka Long                     |
| Dameneinzel  | Cheung Ngan Yi                 | Song Min-jin                        | Sonia Cheah Su Ya              |
| Dameneinzel  | Cheung Ngan Yi                 | Song Min-jin                        | Fabienne Deprez                |
| Herrendoppel | Nelson Heg Wei Keat Teo Ee Yi  | Rasmus Fladberg Kim Astrup          | Lucas Corvée Joris Grosjean    |
| Herrendoppel | Nelson Heg Wei Keat Teo Ee Yi  | Rasmus Fladberg Kim Astrup          | Lee Chun Hei Ng Ka Long        |
| Damendoppel  | Lee So-hee Shin Seung-chan     | Kim Chan-mi Kim Hyo-min             | Myke Halkema Gayle Mahulette   |
| Damendoppel  | Lee So-hee Shin Seung-chan     | Kim Chan-mi Kim Hyo-min             | Kim Ye-ji Song Min-jin         |
| Mixed        | Frederik Colberg Mette Poulsen | Lee Chun Hei Virginia Yeung Yik Kei | Max Schwenger Isabel Herttrich |
| Mixed        | Frederik Colberg Mette Poulsen | Lee Chun Hei Virginia Yeung Yik Kei | Kim Astrup Line Kjærsfeldt     |